# Madame Moitessier in nero
Madame Moitessier in nero o Madame Moitessier in piedi è un dipinto eseguito da Jean-Auguste-Dominique Ingres nel 1851 con la tecnica dell'olio su tela e conservato alla National Gallery of Art di Washington.
L'effigiata, nata Marie-Clotilde-Inès de Foucauld, sposò il banchiere Paul Sigisbert Moitessier, un ricco banchiere del secondo Impero, acquisendone il cognome. Era zia di Charles de Foucauld e di Louis Buffet, e divenne nota per il suo salotto, molto frequentato durante la Terza Repubblica.

## Storia
Quando l'amico Marcotte suggerì al pittore di ritrarre Inès Moitessier, egli inizialmente rifiutò, in quanto in quel momento voleva concentrarsi sui dipinti a soggetto storico. Tuttavia l'artista cambiò idea dopo aver visto la donna, venendo colpito in particolare dal suo volto. Ingres aveva intenzione di ritrarla basandosi su un affresco pompeiano (Ercole e Telefo) nel quale una figura femminile seduta (identificata allora come una personificazione dell'Arcadia) porta una mano al volto.
Madame Moitessier iniziò a posare per il suo ritratto nel 1844, ma i lavori procedettero con lentezza. Nel 1849, la morte della prima moglie di Ingres, Madeleine, interruppe l'esecuzione, mentre Inès Moitessier entrava in gravidanza per la seconda volta. Nel 1851, ella ricordò al pittore il ritratto da finire, pertanto Ingres dipinse un ritratto molto più semplice, nel quale la rappresentò in piedi, e glielo consegnò nel dicembre dello stesso anno. Cinque anni dopo, nel 1856, anche il primo quadro, oggi a Londra, venne completato e consegnato.

## Descrizione

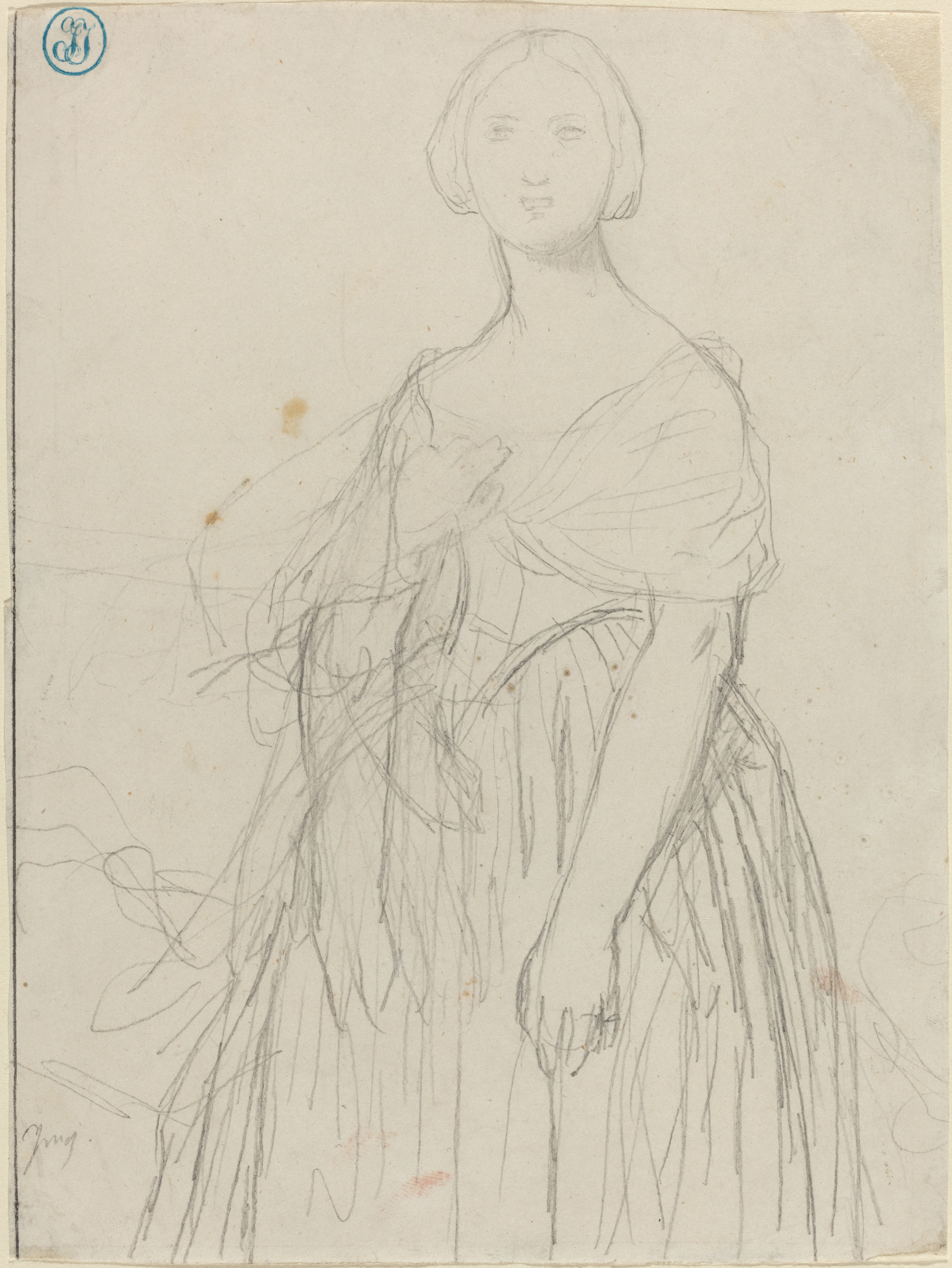
Un bozzetto per l'opera.

La donna è ritratta di tre quarti, in piedi, davanti a una parete decorata con un damasco color fragola con delle decorazioni floreali. Se nel ritratto da seduta Madame Moitessier indossa un abito bianco riccamente decorato, nel ritratto in piedi ella indossa un abito nero di velluto e pizzo, al centro del quale spicca un rubino. La testa è coronata da una coroncina di fiori rosa. Una lunga collana perlacea scende dal suo collo. Braccialetti e anelli preziosi cingono braccia e mani, ai quali si aggiunge un ventaglio dorato. Infine, dietro di lei si trova una poltrona sulla quale è poggiato un guanto candido.
Ingres cercò di tradurre sulla tela ogni dettaglio dal vivo, così da rendere più realistica l'opera. Con un'accuratezza minuziosa egli ha impresso l'oscurità che assorbe la luce nel suo abito vellutato, il bagliore dei gioielli aurei, la lucentezza della pettinatura elaborata. Tutti questi dettagli contrastano con lo sguardo perso nel vuoto di Marie-Clotilde-Inès.
Nel descrivere l'effigiata, il poeta Théophile Gautier la definì "giunonesca", e Ingres la ritrasse imponente come la dea romana: la sua posizione è severa e molto delineata, con le grandi spalle eburnee che contrastano con il vestito nerissimo. Dei disegni preparatori sono conservati al museo J. Paul Getty di Los Angeles e si concentrano sui gioielli e il vestito.